# HSPA+
HSPA+, también conocido como Evolved HSPA (HSPA Evolucionado), es un estándar de red internet móvil definido en la versión 721de 3GPP y posteriores.
HSPA+ provee velocidades de hasta 435 Mbps de bajada y 42 Mbps de subida, a través de una técnica multi-antena conocida como MIMO (Multiple-Input Multiple-Output) y modulación 64-QAM. Sin embargo, estas velocidades representan picos teóricos que difícilmente se llegan a alcanzar. Al lado de la celda (sector, máximo 3 sectores por sitio), se alcanzan velocidades ligeramente superiores a los 14.4 Mbps de HSDPA, a menos que se utilice un canal mayor a los 5 MHz. Las versiones posteriores de HSPA+ soportarán velocidades de hasta 695 Mbps utilizando múltiples portadoras, y hasta 806 Mbps según lo propuesto para la versión 11 de 3GPP, utilizando técnicas avanzadas de antena.

HSPA+ también introduce una arquitectura IP opcional para las redes cuyas estaciones base estén conectadas directamente a un backhaul IP y en seguida al enrutador del ISP. Asimismo, esta tecnología permite un ahorro importante de batería y un acceso más rápido al contenido, ya que mantiene una conexión permanente. HSPA+ no debe ser confundida con LTE, que utiliza una interfaz aérea distinta.
En noviembre de 2009, existían 20 redes HSPA+ con capacidad de realizar descargas a 47 Mbps y dos a 28 Mbps. El primer operador en lanzarla fue Telstra en Australia a finales de 2008, con velocidades de hasta 61 Mbps en febrero de 2009.

## Aplicación en otras compañías
La Aplicación de esta red es sumamente considerada en otras compañías como Suntimeline